# Tomoyasu Asaoka
Tomoyasu Asaoka (jap. 浅岡 朝泰 Asaoka Tomoyasu; ur. 6 kwietnia 1962, zm. 6 października 2021) – japoński piłkarz, reprezentant kraju.
Od 1985 do 1991 występował w klubach: Nippon Kokan i Yomiuri. W reprezentacji Japonii zadebiutował w 1987, występował w niej do 1989. W sumie w reprezentacji zagrał w 8 spotkaniach.

## Statystyki
| Reprezentacja Japonii | Reprezentacja Japonii | Reprezentacja Japonii |
| Rok                   | Mecze                 | Gole                  |
| --------------------- | --------------------- | --------------------- |
| 1987                  | 1                     | 0                     |
| 1988                  | 5                     | 0                     |
| 1989                  | 2                     | 0                     |
| Razem                 | 8                     | 0                     |